# São José da Varginha
São José da Varginha é um município brasileiro do estado de Minas Gerais. De acordo com o censo realizado em 2022 sua população era de 4 536 habitantes. 